# ملکه جهان (همسر جهانگیر)
ملکه جهان  همسر جهانگیرشاه پادشاه گورکانی بود.